# William John McCart
William John McCart (* 7. August 1872 in Port Henry, New York; † 1933) war ein kanadischer Politiker (Ontario Liberal Party).

## Leben
McCart besuchte die Berwick Public school und das Brockville Business College in Brockville, Ontario. Danach arbeitete er als Angestellter in Finch und Maxville, gründete schließlich sein eigenes Geschäft in Maxville und zog nach zwei Jahren nach Avonmore, wo er einen Gemischtwarenhandel betrieb.
Vom 29. Mai 1902 bis zum 13. Dezember 1904 gehörte er der Legislativversammlung von Ontario an. 1908 wurde McCart erneut in die Legislativversammlung gewählt und gehörte dieser vom 8. Juni 1908 bis zum 13. November 1911 an. Er ertrank 1933 in Cornwall.
McCart war seit 1892 verheiratet.